# Torneio Hexagonal do Norte-Nordeste
In 1967 werd het Torneio Hexagonal do Norte-Nordeste gespeeld voor voetbalclubs uit Braziliaanse regio's noord (staat Pará) en noordoost (staten Pernambuco en Ceará). De competitie werd gespeeld van 12 februari tot 13 april. 
Er werd slechts één editie van het toernooi gespeeld. Vanaf 1968 werden wel drie edities gespeeld van het Torneio Norte-Nordeste, waaraan ook clubs uit andere staten uit die regio dan deelnamen. De clubs speelden twee keer tegen elkaar, thuis en uit, en na tien speeldagen was de kampioen, Santa Cruz, bekend.  

## Eindstand
| Plaats | Club       | Wed. | W | G | V | Saldo | Ptn. |
| ------ | ---------- | ---- | - | - | - | ----- | ---- |
| 1.     | Santa Cruz | 10   | 6 | 2 | 2 | 29:11 | 14   |
| 2.     | Remo       | 10   | 5 | 3 | 2 | 16:16 | 13   |
| 3.     | América    | 10   | 5 | 2 | 3 | 15:11 | 12   |
| 4.     | Sport      | 10   | 4 | 1 | 5 | 19:19 | 9    |
| 5.     | Paysnandu  | 10   | 2 | 3 | 5 | 10:19 | 7    |
| 5.     | Ceará      | 10   | 1 | 3 | 6 | 3:16  | 5    |

|  | Kampioen |

### Kampioen
| Torneio Hexagonal do Norte-Nordeste de 1967 |
| Pernambuco                                  |
| ------------------------------------------- |
| SANTA CRUZ Kampioen (1° titel)              |